# Samuel Colt
Samuel Colt (19 de julio de 1814 - 10 de enero de 1862) fue un inventor y empresario estadounidense célebre por su participación en la industria de las armas.

## Biografía
Desde muy joven, Colt mostró gran interés por las armas y explosivos. Fue expulsado a los 16 años del centro en el que estudiaba ciencias al destruir parte del edificio durante un experimento. Su padre, propietario de una fábrica de tejidos de seda, lo envió en un viaje por mar hasta la India. En Calcuta, Colt vio un primitivo modelo de revólver, con un mecanismo muy inseguro y poco funcional. Al volver a Estados Unidos observó en el barco un trinquete empleado para elevar el ancla y basándose en él talló en madera un mecanismo para accionar el tambor del revólver.
Financiado por su padre, Colt creó un modelo funcional de revólver que patentó en Gran Bretaña y EE. UU. en 1835 y 1836, respectivamente. Funda en Paterson, Estados Unidos, la Paterson Arms Manufacturing Company y produce un revólver de cinco disparos del calibre 36, de simple acción. La falta de inversores le impide comprar maquinaria y los revólveres son fabricados a mano, por lo que su precio es muy alto y la compañía quiebra en 1842.
Colt había aprendido de su anterior experiencia y alquila una industria totalmente equipada para abaratar el coste de cada arma y diseña un nuevo modelo perfeccionado de seis disparos. Posteriormente Colt funda en Hartford, Connecticut, la Colt's Firearms Company'
Colt inventa prototipos de cables para accionar minas marinas a distancia para el gobierno, pero este pierde el interés y Colt convence a Samuel Morse para emplear sus descubrimientos en el tendido del primer enlace telegráfico submarino entre Nueva York y Coney Island en 1843.
Los Rangers de Texas se ponen en contacto con Colt, impresionados por su primer revólver, para encargarle 1100 revólveres en 1847 y diseña una línea de montaje en cadena con piezas estándar totalmente intercambiables entre sí, algo totalmente novedoso en la industria de armamento.
La industria de Colt creció enseguida, siendo proveedor de ejércitos y particulares de todo el mundo, y sigue existiendo hoy en día. Su modelo más famoso fue posiblemente el revólver Colt .45 de simple acción (diseñado en 1872), utilizado por el ejército y actor invitado en la mayoría de las películas del género del oeste incluida el llanero solitario.
La popularidad de sus armas hizo que se acuñase la célebre frase: "Dios creó a los hombres; Samuel Colt los hizo iguales".